# Домініка Лузарова
Домініка Лузарова (чеськ. Dominika Luzarová; нар. 18 липня 1982) — колишня чеська тенісистка.
Найвищу одиночну позицію світового рейтингу — 255 місце досягла 10 лютого 2003, парну — 180 місце — 17 лютого 2003 року.
Здобула 2 одиночні та 8 парних титулів туру ITF.
Завершила кар'єру 2004 року.

## Фінали ITF

### ITF Circuit singles: 5 (2–3)
| Турніри $100,000 |
| Турніри $75,000  |
| Турніри $50,000  |
| Турніри $25,000  |
| Турніри $10,000  |

| Результат | Ранг | Дата           | Турнір              | Покриття | Опоненти in final          | Рахунок у фіналі |
| --------- | ---- | -------------- | ------------------- | -------- | -------------------------- | ---------------- |
| Поразка   | 1.   | 3 грудня 2000  | Майорка, Іспанія    | Ґрунт    | Роса Марія Андрес Родрігес | 1–4, 0–4, 0–4    |
| Перемога  | 2.   | 10 липня 2001  | Торунь, Польща      | Ґрунт    | Петра Рацлавська           | 2–6, 6–2, 6–0    |
| Поразка   | 3.   | 14 жовтня 2001 | Макарська, Хорватія | Ґрунт    | Габріела Хмелінова         | 7–5, 3–6, 5–7    |
| Перемога  | 4.   | 14 жовтня 2002 | Гіза, Єгипет        | Ґрунт    | Гана Шромова               | 7–6(7–2), 6–4    |
| Поразка   | 5.   | 19 травня 2003 | Олецько, Польща     | Ґрунт    | Магдалена Кіщиньська       | 2–6, 0–3 RET     |

### ITF Circuit doubles: 10 (8–2)
| Турніри $100,000 |
| Турніри $75,000  |
| Турніри $50,000  |
| Турніри $25,000  |
| Турніри $10,000  |

| Результат | Ранг | Дата            | Турнір                          | Покриття   | Партнерка             | Опоненти in final                   | Рахунок у фіналі |
| --------- | ---- | --------------- | ------------------------------- | ---------- | --------------------- | ----------------------------------- | ---------------- |
| Поразка   | 1.   | 31 липня 2000   | Бухарест, Румунія               | Ґрунт      | Зузана Кучова         | Ліана Унгур Едіна Галловіц-Халл     | 5–7, 0–4 RET     |
| Перемога  | 2.   | 21 серпня 2000  | Бухарест, Румунія               | Ґрунт      | Veronika Raimrova     | Міхаела Модован Alexandra Orasanu   | 2–6, 7–5, 7–5    |
| Перемога  | 3.   | 14 жовтня 2001  | Макарська, Хорватія             | Ґрунт      | Габріела Хмелінова    | Ленка Новотна Павліна Тиха          | 6–2, 7–5         |
| Перемога  | 4.   | 18 лютого 2002  | Мумбаї, Індія                   | Тверде (i) | Annabel Blow          | Hsiao-Han Chao Сучанун Віратпрасерт | 6–4, 6–3         |
| Перемога  | 5.   | 25 березня 2002 | Сан-Луїс-Потосі (штат), Мексика | Ґрунт      | Аранча Парра Сантонха | Ванесса Менга Карла Тіене           | 7–5, 4–6, 6–3    |
| Перемога  | 6.   | 21 травня 2002  | Рієка, Хорватія                 | Ґрунт      | Габріела Хмелінова    | Івонн Мойсбургер Дженні Ціка        | 6–3, 3–6, 6–3    |
| Перемога  | 7.   | 24 червня 2002  | Бостад, Швеція                  | Ґрунт      | Андреа Гласс          | Ніколь Сьюелл Саманта Стосур        | 6–4, 6–1         |
| Поразка   | 8.   | 8 липня 2002    | Дармштадт, Німеччина            | Ґрунт      | Ева Бірнерова         | Кірстін Фрає Андреа Гласс           | 5–7, 2–6         |
| Перемога  | 9.   | 14 жовтня 2002  | Гіза, Єгипет                    | Ґрунт      | Ema Janaskova         | Ким Камбич Орелі Веді               | 7–5, 7–6         |
| Перемога  | 10.  | 23 червня 2003  | Бостад, Швеція                  | Ґрунт      | Яна Главачкова        | Ванесса Генке Ленка Немечкова       | 7–5, 6–2         |